# David Pasquesi
David Pasquesi (Chicago, 23 dicembre 1960) è un attore e comico statunitense.

## Filmografia parziale

### Cinema
- Il padre della sposa (The Father of the Bride), regia di Charles Shyer (1991)
- Il fuggitivo (The Fugitive), regia di Andrew Davis (1993)
- Ricomincio da capo (Groundhog Day), regia di Harold Ramis (1993)
- Assassini nati - Natural Born Killers (1994) non accreditato
- Il terrore dalla sesta luna (The Puppet Masters), regia di Stuart Orme (1994)
- The Ice Harvest, regia di Harold Ramis (2005)
- In amore niente regole (Leatherheads), regia di George Clooney (2008)
- Angeli e demoni (Angels & Demons), regia di Ron Howard (2009)
- Anno uno (Year One), regia di Harold Ramis (2009)
- To Rome with Love, regia di Woody Allen (2012)
- Le proprietà dei metalli, regia di Antonio Bigini (2023)

### Televisione
- Strangers with Candy – serie TV, 4 episodi (1999-2000)
- La vita secondo Jim (According to Jim) – serie TV, 2 episodi (2005)
- The Mob Doctor – serie TV, 9 episodi (2012-2013)
- Chicago Fire – serie TV, 3 episodi (2013-2019)
- Veep - Vicepresidente incompetente (Veep) – serie TV, 15 episodi (2013-2019)
- Lodge 49 – serie TV, 20 episodi (2018-2019)
- The Book of Boba Fett – miniserie TV, 5 puntate (2022)
- She-Hulk: Attorney at Law – miniserie TV, puntata 6 (2022)
- Infiltrati alla Casa Bianca - White House Plumbers (White House Plumbers) – miniserie TV, puntata 3 (2023)

## Doppiatori italiani
Nelle versioni in italiano delle opere in cui ha recitato, David Pasquesi è stato doppiato da:
- Antonio Palumbo in The Book of Boba Fett, She-Hulk: Attorney at Law
- Enrico Pallini in Ricomincio da capo
- Vladimiro Conti in The Ice Harvest
- Fabio Camillacci in In amore niente regole
- Andrea Lavagnino in Angeli e demoni
- Danilo De Girolamo in Anno uno
- Angelo Maggi in The Mob Doctor
- Sergio Lucchetti in Lodge 49